# Gaëtan Saku Bafuanga
Gaëtan Saku Bafuanga Baya (ur. 22 lipca 1991 w Nanterre) – francuski lekkoatleta specjalizujący się w trójskoku.
Brązowy medalista olimpijskiego festiwalu młodzieży Europy (2007). W 2009 bez powodzenia startował na mistrzostwach Europy juniorów, a rok później był dziesiąty podczas juniorskich mistrzostw świata. Finalista uniwersjady w Shenzhen (2011). W 2013 zdobył srebrne medale młodzieżowych mistrzostw Europy i igrzysk frankofońskich oraz uplasował się na 7. miejscu podczas mistrzostw świata w Moskwie.
Medalista mistrzostw Francji w różnych kategoriach wiekowych.
Rekordy życiowe: stadion – 17,07 (24 lipca 2013, La Roche-sur-Yon); hala – 16,94 (24 lutego 2013, Metz).

## Osiągnięcia
| Rok  | Impreza                              | Miejsce  | Lokata      | Wynik |
| ---- | ------------------------------------ | -------- | ----------- | ----- |
| 2007 | Olimpijski festiwal młodzieży Europy | Belgrad  | 3. miejsce  | 15,21 |
| 2009 | Mistrzostwa Europy juniorów          | Nowy Sad | –           | NM    |
| 2010 | Mistrzostwa świata juniorów          | Moncton  | 10. miejsce | 15,44 |
| 2011 | Uniwersjada                          | Shenzhen | 7. miejsce  | 16,34 |
| 2013 | Młodzieżowe mistrzostwa Europy       | Tampere  | 2. miejsce  | 16,57 |
| 2013 | Mistrzostwa świata                   | Moskwa   | 7. miejsce  | 16,79 |
| 2013 | Igrzyska frankofońskie               | Nicea    | 2. miejsce  | 16,93 |